# EHang
Guangzhou EHang Intelligent Technology Company Limited или EHang Holdings Limited, сокращённо EHang (кит. 亿航智能) — частная китайская авиастроительная компания, специализирующаяся на разработке и производстве беспилотных летательных аппаратов для пассажирских и грузовых перевозок, а также для тушения пожаров и видеонаблюдения. Основана в 2014 году, штаб-квартира расположена в Гуанчжоу, а основные производственные мощности — в Юньфу.

## История
Компания была основана в 2014 году в городе Гуанчжоу тремя партнёрами. Её первыми инвесторами стали венчурные компании GGV Capital, GP Capital и ZhenFund. В начале 2016 года компания представила свой первый пассажирский дрон Ehang 184, а в 2017 году объявила о планах развивать сервис беспилотных воздушных такси в Дубае и Неваде. В июне 2018 года EHang в партнёрстве с Yonghui Group запустила в Гуанчжоу доставку дронами свежих продуктов.
В ноябре 2018 года EHang приняла решение о строительстве центра исследований и разработок в Лионе, а также подписала соглашение о сотрудничестве с австрийской аэрокосмической группой FACC. В декабре 2019 года акции EHang стали котироваться на американской бирже Nasdaq. К марту 2020 года EHang заключила партнёрские соглашения с городами Гуанчжоу, Линц, Севилья и Лирия для развития пилотных программ городской воздушной мобильности.
В феврале 2021 года компанию обвинили в мошенничестве, после чего акции EHang упали на 63 %. В июне 2021 года компания провела в Японии испытательный полёт беспилотного аэротакси. В феврале 2023 года там же в Японии был проведён полёт беспилотного аэротакси с пассажирами на борту. В марте 2024 года в Китае были запущены продажи беспилотного двухместного «воздушного такси» EHang 216-S. В апреле 2024 года EHang Holdings Limited получил от Управления гражданской авиации Китая лицензию на производство пассажирской беспилотной летательной системы EH216-S.

## Продукция
Дроны EHang используются в нескольких целях — перевозка в городской среде пассажиров и небольших грузов (продукты, цветы, посылки), аэрофотосъёмка, тушение пожаров, внешний осмотр инфраструктурных объектов (скоростные шоссе, мосты, газопроводы, линии электропередач), проведение в ночном небе шоу с помощью больших групп дронов.
Компания EHang производит квадрокоптеры и гексакоптеры для аэрофотосъёмки под маркой Ghost, логистические дроны Falcon B и GD2.0X, одноместные электрические летающие такси EHang 184, двухместные электрические летающие такси EHang 216 и межгородские двухместные электрические летающие такси EHang VT-30. Модель EHang 216F (грузовая версия EHang 216) предназначена для тушения пожаров в высотных зданиях.
Австрийская компания FACC собирает в Европе грузовые версии EHang 216. В США и Канаде EHang 216 используют в качестве перевозчика органов для срочной трансплантации. 

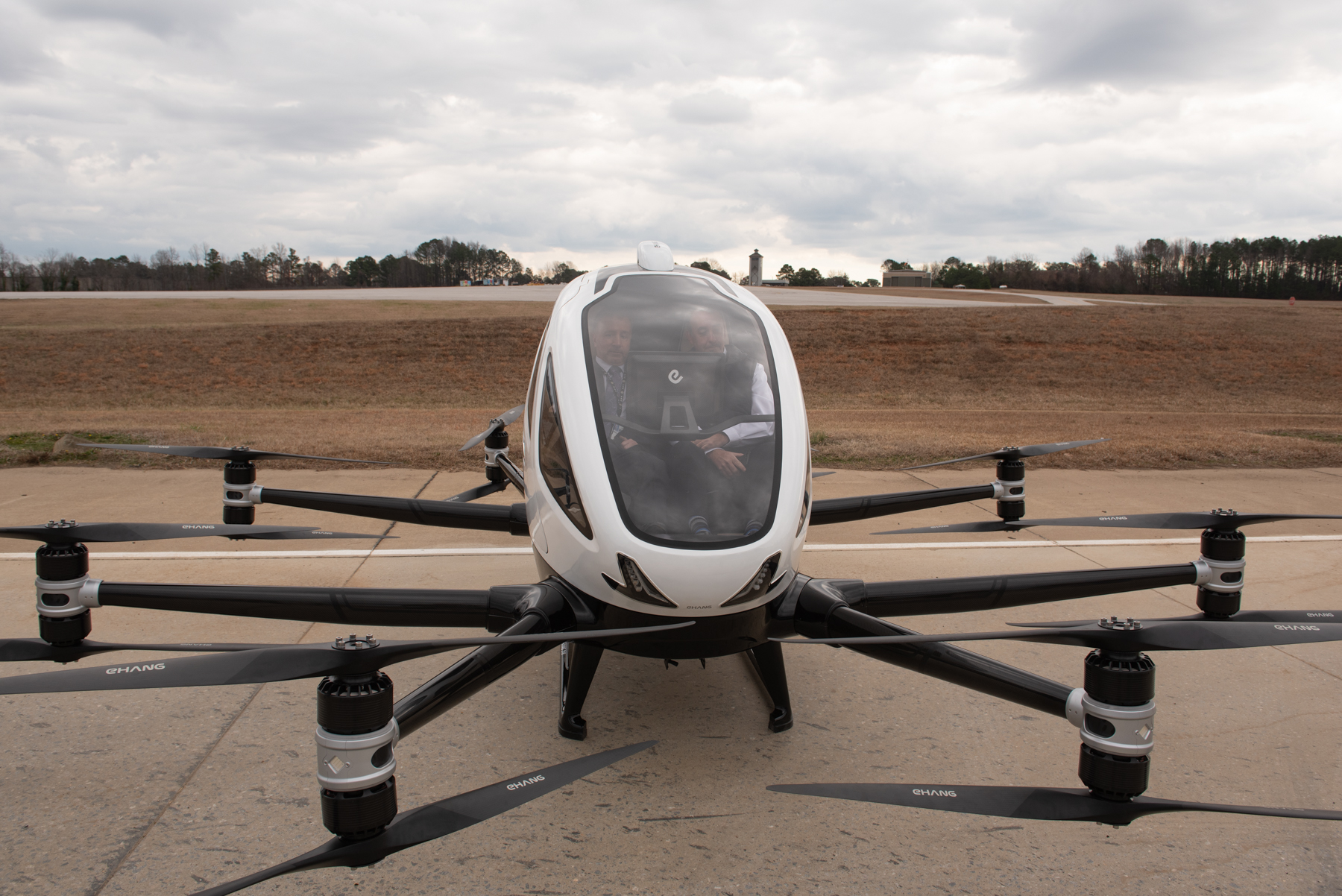
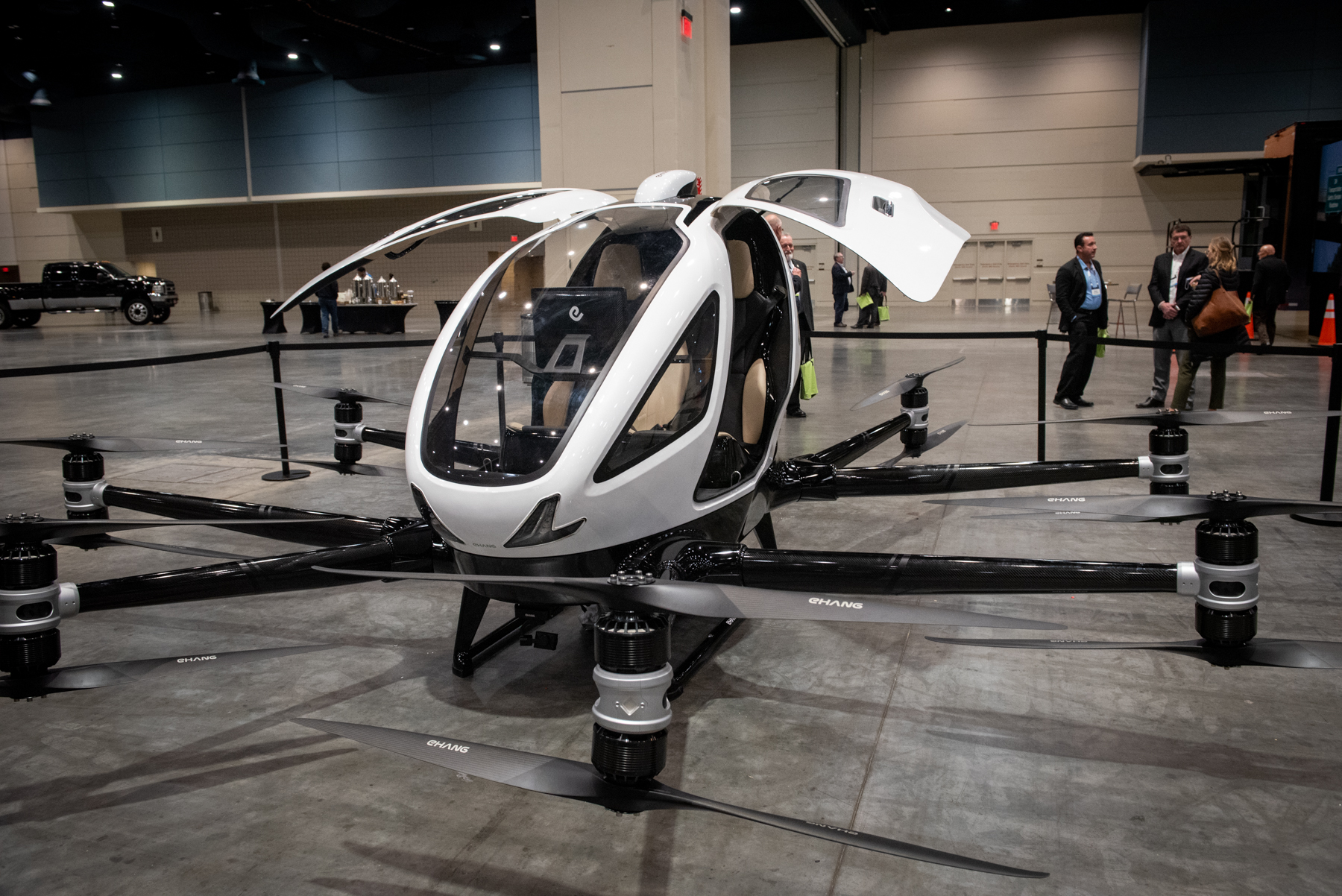